# لجنة ال19
إن لجنة الـ 19 هي لجنة من الطلاب في جامعة أوبرن تبذل جهدًا من أجل محاربة الجوع في الحرم الجامعي وفي المجتمع المحلي. في عام 2004، تم اختيار جامعة أوبورن من قبل برنامج الغذاء العالمي، وهي وكالة تابعة للأمم المتحدة وأكبر منظمة إنسانية في العالم، لقيادة أول الجهود التي يبذلها الطلاب بهدف محاربة الجوع. يرمز رقم 19 إلى 19 سنتًا، وهو ما ينفقه برنامج الأغذية العالمي في اليوم لإطعام طفل جائع في الدول النامية. واليوم، يقدر هذا المبلغ بما يقرب من 25 سنتًا. يوجد حاليا 22 عضوًا في لجنة 19، يمثلون مختلف المنظمات الطلابية وكليات الجامعة والمدارس.

## فيما يتعلق بالمبادرة

### الرؤية
بالشراكة مع برنامج الأغذية العالمي التابع للأمم المتحدة، ستكون جامعة أوبرن هي الحافز على تعبئة الجامعات في جميع أنحاء البلاد وحول العالم لإنشاء حملة طلابية شعبية لقهر الجوع وسوء التغذية في العالم. سيعطي تركيز الحملة الزخم لمبادرات الجوع المحلية. «نحن نؤمن بعالم خال من الجوع. نحن نؤمن بأن كل رجل وامرأة وطفل لديه الحق في الغذاء. نحن نؤمن بأن المهارات التي نتعلمها في الفصول الدراسية تتجاوز حدود ذواتنا وأن لدينا القدرة على التأثير على حياة الآخرين من أجل الخير. نحن نؤمن بأن توحيد معرفتنا ومواهبنا ومهاراتنا الفريدة من نوعها يمكن أن يؤدي إلى تعاون قوي ويعزز التغيير المستدام والفعال. نحن نؤمن بأن التعاون على المستويات الجامعية والمحلية والإقليمية والوطنية والعالمية ضروري للوصول إلى حلول عالمية في عالمنا. نحن نؤمن بأن عالمًا بلا جوع يعزز رفاهية الشخص، ويزيد الإنتاجية، ويشمل التعليم، وينشر السلام. ولأننا نعتقد أن هذه الأشياء لاغني عنها، ليس لدينا خيار سوى اتخاذ إجراء».

### المهمة
تتمثل مهمة لجنة الـ 19 في تطوير وتنفيذ برنامج عمل للطلاب يتضمن ما يلي:
- التوعية بمشكلة المجاعة
- مبادرات أكاديمية
- الترويج
- جمع التبرعات

ومن خلال هذه الجوانب، يتعين علي لجنة الـ 19 قيادة جامعة أوبرن والمجتمع المحلي من أجل محاولة القضاء على الجوع وسوء التغذية في العالم.

### الهدف
إن هدف لجنة الـ 19 هو خلق نموذج «محاربة الجوع» وهو نموذج مناسب لتكراره من قبل الجامعات الأخرى في جميع أنحاء البلاد وحول العالم. في ديسمبر / كانون الأول 2005، قدم طلاب وإداريو من جامعة أوبورن نموذج لمحاربة الجوع في اجتماع للرابطة الوطنية للجامعات الحكومية وكليات منح الأراضي. بعد الاستجابة الإيجابية من العرض التقديمي، استضافت جامعة أوبرن قمة محاربة الجوع في عطلة نهاية الأسبوع من 17 إلى 19 فبراير 2006. حضر ممثلون من تسع وعشرين جامعة لمعرفة المزيد عن نموذج جامعة أوبورن محاربة الجوع. عادت «قمة محاربة الجوع» إلى حرم جامعة أوبرن في عام 2013. استضاف فندق ومركز مؤتمرات جامعة أوبرن أكثر من مائة طالب وأستاذ ومشرف من مؤسسات أكاديمية متعددة.

## وصلات خارجية
- حملة جامعة أوبورن للحرب ضد الجوع (War on Hunger) - الموقع الرسمي للجنة 19
- برنامج الأغذية العالمي (الموقع الرسمي)
- الحملة العالمية للبرنامج من أجل القضاء على جوع الأطفال بحلول عام 2015 (FightHunger.org)
- خبز العالم - البحث عن العدل. انهاء الجوع. (Bread for the World - Seeking Justice. Ending Hunger)